# Simon Pâque
Simon Lambert Joseph Paque (Grâce-Berleur, 26 december 1898 – 17 december 1977) was een Belgisch volksvertegenwoordiger.

## Levensloop
Op zijn veertiende werd Paque mijnwerker (1912-1924). Gedurende de Eerste Wereldoorlog werd de jonge man vanwege anti-Duitse activiteiten opgepakt en geïnterneerd in Holzminden. Hij werd na de oorlog secretaris van de Centrale van mijnwerkers en ondernam toen studies die het hem mogelijk maakten bediende te worden bij de gemeentepolitie (1923-1928) en vervolgens gemeenteontvanger te worden (1929-1959) in Grâce-Berleur, evenals bestuurder bij de plaatselijke maatschappij van sociale woningen.
In de jaren dertig was hij nog actief bij de Jongsocialisten en trok tweemaal naar Spanje om er sanitaire goederen te leveren aan de republikeinen.
Tijdens de Tweede Wereldoorlog trad hij toe tot de verzetsgroep Socrates. Na de oorlog behoorde hij tot de heroprichters van de socialistische partij. Hij was ondervoorzitter (1945-1959) en voorzitter (1959-1977) van de Luikse federatie van de BSP/PSB.
In 1949 werd hij verkozen tot volksvertegenwoordiger voor het arrondissement Luik, mandaat dat hij vervulde tot in 1968. Hij was toen al actief als Waals militant, hetzij binnen de PSB, hetzij binnen Waalse organisaties. In 1945 nam hij deel aan de Congrès national wallon. In 1947 verklaarde hij zich voorstander van een aanhechting van Wallonië bij Frankrijk. Hij voerde ook zijn leven lang actie voor een republikeinse staatsvorm en bekritiseerde de partijorganen die hij te monarchistischgezind vond. Hij was ook voorzitter voor Luik van de Comité d'action wallonne.
In 1950 nam hij actief deel aan de acties tegen de terugkeer van koning Leopold III. Op 26 juli werd hij door de rijkswacht gearresteerd. Verkeerd ingelichte media meldden aanvankelijk dat het zijn bijna-naamgenoot Paul-Henri Spaak was die was aangehouden. Op 30 juli sprak hij de menigte toe in Grâce-Berleur, kort voor rellen ontstonden en de rijkswacht drie manifestanten dodelijk verwondde. Dit was een keerpunt in de afwikkeling van de koningskwestie.
Hij was lid van het vast bestuur van de Congrès national wallon van 1950 tot 1971 en zat het voor in 1957. Op het congres van de Waalse socialisten in 1959 klaagde hij de hevige 'monarchitis' aan die volgens hem de partij had aangetast.
In 1958 werd hij voorzitter van Wallonie libre en later werd hij lid van de Mouvement populaire wallon. Hij diende, samen met anderen, wetsvoorstellen in om de grondwet te wijzigen in federale of zelfs confederale zin, evenals voor de terugkeer van de Voerstreek naar de provincie Luik.
In 1963 zat hij het Congrès d'action wallonne voor, die het initiatief nam voor het Waals Petitionnement. Er ontstonden wrijvingen met de PSB die besliste dat het lidmaatschap van de partij niet meer verenigbaar was met het lidmaatschap van de MPW. Paque verbrak hierna de contacten met de wallingantische organisaties.
Kort voor zijn dood ondertekende hij de Nouvelle Lettre au Roi pour un vrai fédéralisme, opgesteld door Jean Rey, Fernand Dehousse en Marcel Thiry.
In Grâce-Berleur (tegenwoordig deel van Grâce-Hollogne) draagt een straat zijn naam. 